# Carnevale di Foggia
Il Carnevale di Foggia è una festa cittadina che si svolgeva con regolarità fino al 1950. 
La maschera caratteristica della manifestazione è chiamata “u moneche cercande”, che significa "il monaco cercante". Deve il suo nome ad un foggiano del quartiere crocese, chiamato Potito Di Tullio.

## Le origini
Il carnevale nasce in uno dei quartieri più antichi della città denominato Borgo Croci alla fine del 1940. L'anno successivo partecipa anche il Borgo Caprari, poi man mano anche gli altri borghi. Tutti i partecipanti si riunivano davanti al municipio per dare il via alla sfilata dei commedianti foggiani. Nel 1948, ad opera dell'Ente provinciale del Turismo, il Carnevale di Foggia e Manfredonia diviene  “Carnevale Dauno”.
Il Carnevale a Foggia inizia il 17 gennaio, il giorno di Sant'Antonio Abate. In questa data vengono bruciati in un rogo rituale, il muschio e i resti di sughero dei presepi appena disfatti e viene installato il palo della cuccagna per simboleggiare la fine del Natale e l'inizio del Carnevale. Esso termina il Mercoledì delle Ceneri. La sfilata dei carri allegorici ha inizio la settimana prima della Quaresima e finisce il Martedì grasso. È un periodo di festa e libertà dopo del quale si deve “carnem levare” (levare la carne) per iniziare il periodo di penitenza.

## Il carnevale
I veglioni di Carnevale venivano definiti "festacchije" organizzati da dei paraninfi della città e avevano luogo presso le famiglie ospitali. Le spese erano sostenute da universitari e giovani professionisti che provvedevano alla musica e alla cena di mezzanotte a base di lampasciuoli e scaldatelli. Gli scherzi arrivati fino agli anni '60 andavano dallo spago inserito all'interno degli scaldatelli ovvero taralli bolliti ai confetti ripieni di aglio e peperoncino.

## Le maschere
Sono da ricordare le sfilate dei carri infiorati e una dozzina di persone che portavano cesti di fiori e frutta. Il corteo veniva guidato da un giovane terriero riccamente vestito e munito di una frusta lunga che camminava al ritmo di campanacci, tamburelli, flauti e fisarmoniche. L'intera comitiva si fermava vicino alla porta di amici e il giovane cantava canzoni d'amore accompagnate da una chitarra.
Tra le maschere più rappresentative ricordiamo:
“ Il monaco questuante” in dialetto  ‘u moneche cercande”  una maschera che si trova nei primi tre giorni di parata, porta la faccia interamente dipinta di nero, è vestito come un vero e proprio monaco ed è seguito da altri uomini. Con lo stratagemma di chiedere l'elemosina, si intrufola nelle case dei Crocesi e li deruba del cibo mettendolo nella sua bisaccia. Dopo il successo del primo anno derivato dalla questua negli anni successivi gli organizzatori del carnevale decisero di farlo fare a più persone, e dal ricavato la sera cenavano con lunghe tavolate in mezzo alla strada tutti gli organizzatori del carnevale con i loro familiari e tantissima gente del borgo che ballava e suonava divertendosi. 
Spesso con il monaco giravano altre maschere, tra cui i militari che prelevavano dalle case alcune persone, talvolta in pigiama, negando loro anche la possibilità di cambiarsi, accusandole di aver commesso dei reati per poi portarle in caserma. 
Altra maschera foggiana è ”Menill”, un tale Carmelo, che abitava nel borgo Caprai. Vestiva con frak e cilindro, un pantalone marrone, un bastone di legno nero con pomo bianco che usava per cacciare i ragazzi che lo insultavano e una mascherina nera. Rappresentava la voce del popolo foggiano e sulle scale del municipio faceva all'improvviso dei comizi. 
"Ursine Stagnarille", originario di Campobasso si trasferì negli anni '50 a Foggia con il figlio. Erano entrambi accattoni. Ursino aveva cucito sui pantaloni e sulla giacca i coperchietti di latta del lucido delle scarpe, mentre alcuni erano appesi sul bavero. Chiamato così perché camminava lungo tutto il corso imitando un orso e provocava un frastuono che richiamava l'attenzione dei passanti, scatenando le risa in modo contagioso. Suonava il violino e portava con sé un bastone dentellato, sul quale erano fissati dei chiodi e tappi metallici schiacciati; questo personaggio si vestiva in questo modo tutto l'anno. Entrava nelle case per banchettare e nei pressi delle cantine, dove i padroni lo ricompensavano offrendogli il pranzo. Ursine Stagnarille danzava per strada per guadagnare qualche soldo o qualcosa da mangiare con suo figlio “Accetille”, che in dialetto significa sedano. Quando il padre faceva la parte dell'orso, lui gli dava da mangiare del lungo sedano per non farsi mordere la mano e imitava il domatore, agitando la frusta. Lui e il figlio vivevano in una casa in affitto e non sempre riuscivano a racimolare qualche moneta. Quando la padrona voleva essere pagata e non sapevano come provvedere inscenavano la finta morte del figlio sul tavolo.
“Sciammi sciamme” era un foggiano di borgo Croci, era un lavoratore terrazzano, raccoglieva i cardi per le campagne, e li vendeva alla gente. Portava un vestito grigio verde, un cappello d'alpino e un sacco sulle spalle, aveva una voce forte che faceva rabbrividire, gridava per le strade la vendita dei cardi mariani. Lavorava molto e guadagnava poco, aveva le mani incallite dal lavoro, dopo la sua morte venne imitato da molti figuranti carnevaleschi. 
La pacchiana era una contadinella che durante il carnevale diveniva una sorta di dea della primavera e portava l'abito che si usava per il matrimonio. Portava un vestito rosso, nastri colorati e tanti monili. Anche i maschietti durante il carnevale si vestivano da pacchiana come simbolo augurale. 
Poi vi era "Zechille" che pur avendo ottenuto il ricovero presso l'Ospizio di Maria Grazia Barone viveva in mezzo alla strada ricevendo dai cittadini cibo, bevande e sigarette senza mai chiederle, la gente gli voleva bene perché non dava fastidio a nessuno e faceva divertire tutti. Durante il Carnevale andava sul palco e si sedeva come un re, perché voleva essere notato. In testa portava una coppola sporca colore fumo, aveva in bocca sempre una sigaretta e aveva una barba folta. Dopo la sua morte venne imitato da molti figuranti carnevaleschi.
Il primo giorno si girava per la case vestiti da Monaco questuante in compagnia di altre maschere. Il secondo giorno si formava un corteo guidato dai trainieri, ovvero persone che guidavano il traino, con le facce dipinte di nero e sceriffi con le cinture rosse  e terrazzani a cavallo a suon di tamburelli, flauti fisarmoniche. Il terzo giorno c'era la rappresentazione detta “Zeza Zeza” poi il corteo con la bara. Alcuni preti erano in testa con la croce. I passanti buttavano confetti e soldi che venivano raccolti dagli organizzatori in grande quantità.

### La morte del Carnevale
Il martedì grasso si celebrava il funerale del Carnevale, il tradizionale processo, la condanna e corteo funebre. Dentro ad un carro si metteva un manichino di paglia o un fantoccio che girava per tutta la città ed era portato nella piazza principale, dove veniva grottescamente operato da vari dottori. Dalla pancia uscivano salsicce, salumi e pezzi di maiale. Dopo questo intervento veniva letto il testamento del Carnevale tra le lacrime e i lamenti delle donne, che dovevano abbandonare i vizi e le abbuffate per il digiuno. A questo punto il Carnevale moriva e veniva trasportato in aperta campagna, dove veniva bruciato tra canti e balli per lasciare posto alla Quaresima. Altra usanza era una foto di famiglia con tutti i componenti della famiglia vestiti in maschera.